# رمادية
الرَمَادِيّة أو الكُدْيَة السَوْدَاء كدية (أي مرتفع من الأرض) توجد في الأماكن التي سكنها القبصيون في العصور الحجرية، في تونس وشرق الجزائر. تبلغ مساحة الرمادية من بضع الأمتار المربعة إلى مئات الأمتار المربعة، ويبلغ ارتفاعها من أقل من متر إلى ثلاثة أمتار أو أكثر. تحوي الرمادية قوقع حلازين كاملة ومهشمة، وكمية كبيرة من الرماد والأحجار المحرقة، وأحيانا مقابر.

## وصلات خارجية
- صورة لرمادية قرب مدينة قفصة بتونس.